# Mate Cocido Soluble
Mate Cocido Soluble ist eine traditionelle südamerikanische Getränkezubereitung auf Basis von Blättern des Mate-Strauchs, die insbesondere in Paraguay, Argentinien, Uruguay und dem Süden Brasiliens verbreitet ist.

## Herkunft und Herstellung
Mate Cocido Soluble basiert auf Mate-Tee, einem koffeinhaltigen Aufgussgetränk, das aus den Blättern des Mate-Strauchs gewonnen wird. Im Gegensatz zur traditionellen Zubereitung, bei der die Blätter in einer Kalebasse mit heißem Wasser übergossen werden, wird beim Mate Cocido Soluble ein pulverisierter Extrakt verwendet. Dieser wird durch Sprühtrocknung aus zuvor gerösteten Mateblättern gewonnen.

## Eigenschaften und Konsum
Mate Cocido enthält natürliche Stimulanzien wie Koffein, Theobromin und Theophyllin, die für ihre anregende Wirkung bekannt sind. Zudem ist er reich an Antioxidantien, Vitaminen (A, B1, B2, C und K) sowie Mineralstoffen wie Kalium, Magnesium und Eisen.
Mate Cocido ist weiterhin reich an bioaktiven Verbindungen wie Polyphenolen, insbesondere Chlorogensäure, Caffeoylchininsäuren und Rutin. Diese Verbindungen sind bekannt für ihre antioxidativen Eigenschaften, die dazu beitragen können, oxidative Schäden im Körper zu reduzieren. Studien haben gezeigt, dass Yerba Mate-Extrakte die Aktivität antioxidativer Enzyme erhöhen und oxidative Schäden in verschiedenen Geweben verringern können.
Darüber hinaus wurde beobachtet, dass Yerba Mate-Extrakte positive Auswirkungen auf den Lipidstoffwechsel haben, einschließlich der Senkung des LDL-Cholesterins und der Förderung des HDL-Cholesterins. Diese Effekte könnten zur Vorbeugung von Herz-Kreislauf-Erkrankungen beitragen.
In Südamerika wird Mate Cocido Soluble sowohl heiß als auch kalt konsumiert und oft mit Milch oder Zucker versetzt.